# جورج غارتنر
جورج غارتنر (18 ديسمبر 1920 - 30 يناير 2013) كان جنديًا ألمانيًا في الحرب العالمية الثانية هرب من معسكر أسرى الحرب في الولايات المتحدة، واكتسب هوية جديدة باسم دينيس ف.ويلز، ولم يتم استعادته أبدًا، مع أنه كشف عن هويته الحقيقية بعد حوالي 40 سنة.

## السيرة الشخصية
كان غارتنر من شفايدنيتز بسيليزيا السفلى (الآن شويدنكتسا ‏ في بولندا). التحق بالفيرماخت في عام 1940 عندما كان عمره 19 عامًا، وحارب في حملة شمال أفريقيا مع الفيلق الأفريقي. تم القبض عليه من قبل قوات الحلفاء في تونس عام 1943 واقتيد إلى الولايات المتحدة كأسير حرب.
في نهاية الحرب، شعر غارتنر بالرعب من فكرة إعادته إلى مسقط رأسه، التي كانت في ذلك الوقت محتلة من قبل الاتحاد السوفيتي، وقرر الهروب. وبعد عدة أسابيع من انتهاء الحرب، هرب من معتقله بديمينغ في نيومكسيكو في 22 سبتمبر 1945. وبعد الزحف تحت بوابتين، قفز على متن قطار شحن كان قد حسب جدوله الزمني. نقله القطار إلى كاليفورنيا.
كان غارتنر يتنقل بين مدن مختلفة على الساحل الغربي للولايات المتحدة، حيث كان يعمل حطابًا أو غسال أطباق أو عاملًا. وبعد أن درس اللغة الإنجليزية كمرشح ضابط، أتقن اللغة، وكون هوية جديدة باسم دينيس ف. ويلز حصل على بطاقة الضمان الاجتماعي بهذا الاسم، واخترع سيرةً ذاتية نشأ فيها في دار للأيتام بعد مقتل والديه في حادث مروري. استقر في النهاية في نوردن في كاليفورنيا، حيث عمل مدربًا للتزلج في الشتاء وفي وظائف البناء والمبيعات خلال الصيف. وأثناء حضوره رقصة YMCA، التقى جين كلارك، وتزوج الزوجان في عام 1964. لقد تبنى طفليها من زواج سابق.
بعد هروبه، أطلق الجيش الأمريكي عملية بحث عنه، ولم تتوقف حتى عام 1963. أصدر مكتب التحقيقات الفيدرالي ملصقات مطلوبة له في عام 1947. ووفقًا لسيرته الذاتية، فقد تم تشكيل رحلة استكشافية للتزلج لإنقاذ مدينة سان فرانسيسكو، وهو قطار تقطعت به السبل في عاصفة ثلجية في سييرا نيفادا في يناير 1952، وبعد ذلك مباشرة التقطت مجلة لايف صورته وصورة المجموعة. وفي غضون ذلك، أراد مكتب التحقيقات الفيدرالي وجود ملصقات له في معظم مكاتب البريد. ولمدة 40 عامًا، تم إدراج غارتنر كواحدٍ من أكثر الأشخاص المطلوبين لدى مكتب التحقيقات الفيدرالي. ومع ذلك، ونظرًا لأن السلطات توقعت بشكل صحيح سبب هروبه، وهو لتجنب العودة إلى الوطن بدلًا من هدف عنيف مثل السعي للانتقام من هزيمة ألمانيا، لم يتم تصنيفه على أنه «خطير»، مما قد يؤدي إلى مطاردة أكثر كثافة.
انتقل غارتنر أخيرًا إلى بولدر في كولورادو، حيث عمل كمقدر للبناء واستشاري معماري، ومع اقتراب التقاعد، انتقل إلى هاواي. ورغم أنه عاش حياة هادئة، إلا أن زوجته أصبحت خائفة بشكل متزايد من رفضه الصارخ لمناقشة ماضيه. وفي عام 1984، بعد أن كانت على وشك تركه، اعترف لها بماضيه. وبناءً على إلحاحها، تم الإعلان عنه للجمهور العام التالي. اتصل بأستاذ التاريخ أرنولد كرامر، وهو مرجع مشهور في تاريخ 371 ألف أسير حرب ألماني محتجزين في الولايات المتحدة خلال الحرب العالمية الثانية. كما نشرَا معًا كتاب آخر جنود هتلر في أمريكا عام 1985. كما ظهر في برنامج Today Show، حيث «استسلم» لبراينت جومبل. لقد صار فعليًا آخر أسير حرب ألماني من الحرب العالمية الثانية في أمريكا.
عندما أعلن غارتنر ماضيه علنًا، كانت الحكومة في حيرة من أمرها بشأن اتهامه بسبب هروبه. لم يكن غارتنر مهاجرًا غير شرعي، حيث تم إحضاره إلى الولايات المتحدة ضد إرادته. لم يكن قد هرب حقًا من السجن لأنه كان من المقرر إعادة جميع أسرى الحرب الألمان إلى ديارهم الأصلية وكان من المقرر إعادته إلى مسقط رأسه في سيليزيا، التي احتلها السوفييت. علاوة على ذلك، ونظرًا لأنه هرب بعد انتهاء الحرب، كان هناك بعض التساؤل عما إذا كان لا يزال أسير حرب. لهذا السبب، لم يتم توجيه أي تهم إليه. أعلن مكتب التحقيقات الفيدرالي أنه لم يعد لديه أي اهتمام به، وأكدت دائرة الهجرة والتجنيس أنه ليس لديها مصلحة في ترحيله. تمت دعوة غارتنر ليصبح مواطنًا أمريكيًا. وبسبب التأخيرات البيروقراطية، لم يتم تجنيسه أخيرًا كمواطن في جنوب دنفر حتى نوفمبر 2009.
واصل غارتنر العيش في بولدر. وبعد أن ظهر للجمهور، تمكن من زيارة ألمانيا مرة أخرى. بينما كان هناك، تقدمت زوجته جين بطلب الطلاق.
توفي غارتنر في لوفلاند في كولورادو عام 2013.

## روابط خارجية
- مقال من مجلة لايف في عام 1952 حول إنقاذ قطار مدينة سان فرانسيسكو، والذي ذكره غارتنر في كتابه